# Notaire en France

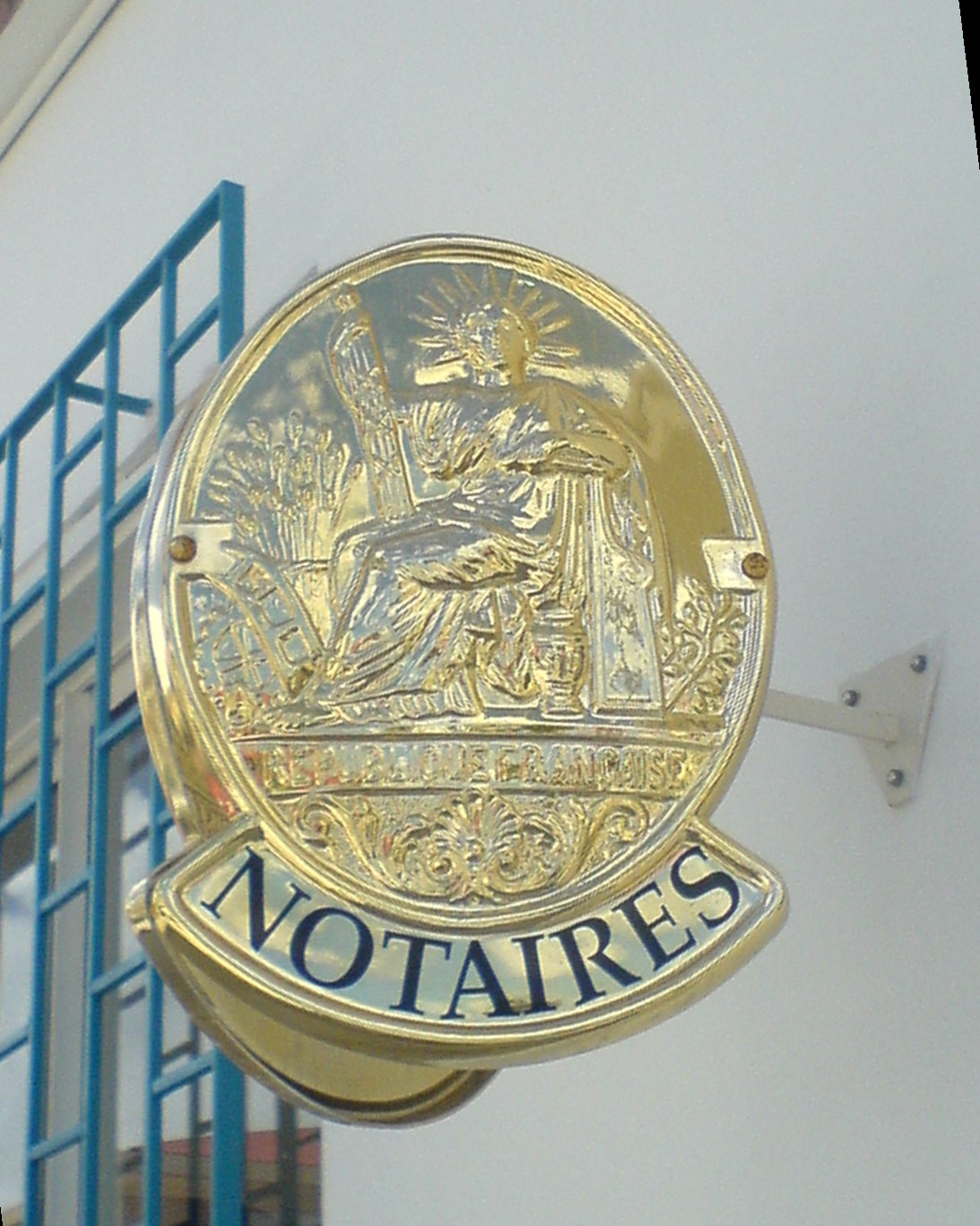
Panneau en France.

En droit français, le notaire est un officier public, nommé par arrêté du Ministre de la Justice. Il est, à ce titre, investi d’une délégation de puissance publique. Le notaire éclaire le consentement des parties et a le pouvoir de conférer un caractère authentique à tous les actes qui lui sont demandés. Il assure également la conservation des minutes.

## Histoire
L'institution du notariat existe déjà chez les Romains : les notarii sont des officiers publics chargés de rédiger des actes originaux de manière cursive en utilisant des lettres de petite taille, actes transmis aux tabelliones qui rédigent sur des tablettes, les tabularii, des copies authentiques rédigées en plus grosses lettres et remises aux parties. Au Moyen Âge, la distinction perdure entre le notaire qui rédige les minutes et le tabellion qui établit des copies authentiques appelées « grosses » ou « expéditions ». L'institution notariale est diverse selon les régions et selon les juridictions : notaire royal, seigneurial, apostolique. Les capitulaires de Charlemagne de 803 et 805 tentent d'uniformiser l'institution, les notaires devant désormais être nommés auprès des tribunaux. 
En 1270, saint Louis choisit parmi les membres de la confrérie Notre-Dame soixante clercs initiés aux questions juridiques. Il installe ces 60 notaires royaux au siège de la prévôté du Châtelet à Paris. En 1302, Philippe Le Bel étend le notariat à l’ensemble du royaume. C'est au XVIe siècle que le corps voit le nombre de ses membres augmenter. Lors de la Révolution française, la loi du 6 octobre 1791 supprime la vénalité et l'hérédité des offices de notaires qui sont remplacés par des notaires publics. 
Par la loi du 25 ventôse an XI (16 mars 1803), Napoléon organise la profession selon un code du notariat qui perdure encore dans ses grandes lignes de nos jours. La loi du 16 juin 1941 réforme le statut des notaires et l'organisation de la profession ; elle crée notamment le Conseil supérieur du notariat. Cette loi est abrogée en 1944, mais ses principaux éléments sont repris par le statut élaboré en 1945. L'article 2 de l'ordonnance du 2 novembre 1945 relative au statut du notariat crée de nouvelles institutions professionnelles (Chambres départementales, Conseils régionaux, Conseil supérieur du notariat) et fait des notaires des officiers publics.

## Rôle
Les notaires sont en France des officiers publics, nommés par décision du Garde des Sceaux. Ils sont à ce titre investis d’une délégation de puissance publique. Le notaire éclaire le consentement des parties et a le pouvoir de conférer un caractère authentique à tous les actes qui lui sont demandés. Il assure également la conservation des minutes.
Les notaires participent à l'exercice de l'autorité publique. Le Conseil constitutionnel relève que « s'ils participent à l'exercice de l'autorité publique et ont ainsi la qualité d'officier public nommé par le garde des sceaux, les notaires titulaires d'un office exercent une profession libérale et n'occupent pas des « dignité, places et emplois publics » au sens de l'article 6 de la Déclaration des droits de l'homme et du citoyen de 1789 ».
La Cour de justice (Union Européenne) a jugé dans un arrêt du 24 mai 2011 que « l’activité d’authentification confiée aux notaires ne comporte donc pas, en tant que telle, une participation directe et spécifique à l’exercice de l’autorité publique au sens de l’article 45, premier alinéa, (du Traité instituant la) CE » et que « les notaires exercent leur profession […] dans des conditions de concurrence, ce qui n’est pas caractéristique de l’exercice de l’autorité publique ».
L'authenticité attachée aux actes signés devant un notaire permet à ce dernier d’émettre un titre exécutoire chaque fois que les parties requièrent ses services de leur propre initiative. Ce titre permet de saisir un débiteur (emprunteur, locataire, etc.) défaillant sans avoir à entamer une procédure judiciaire au préalable.
Le recours à un notaire est nécessaire pour conclure un contrat de mariage, procéder à une vente immobilière (en raison de la publicité foncière) ou à une donation, constater une mutation immobilière après décès, prendre une hypothèque, etc.
Les règles de déontologie applicables au notaire font qu'il peut agir seul pour conseiller deux parties à un même acte, par exemple le vendeur et l’acheteur d’un bien immobilier. Toutefois, chaque partie peut requérir son propre notaire, et cela sans accroître le coût de l’opération : en effet, l’émolument des notaires est essentiellement fondé sur l'objet de l’acte, de telle sorte que, si deux notaires participent à la réalisation d’une vente ou d'un prêt hypothécaire, l'émolument sera le même que s'il n’y avait eu qu'un notaire et sera partagé entre eux. L'acheteur d'un bien immobilier, ou l’emprunteur d’un prêt hypothécaire, peut se faire assister du notaire de son choix.

### Domaine
L’ordonnance du 2 novembre 1945 réformée par la loi « Profession » du 11 février 2004, définit la mission du notaire de la façon suivante : « Les notaires sont les officiers publics établis pour recevoir les actes et contrats auxquels les parties doivent ou veulent faire donner le caractère d’authenticité attaché aux actes de l’autorité publique, et pour assurer la date, en conserver le dépôt, en délivrer des grosses et expéditions. »
Outre cette mission légale d’authentification et de conservation des actes, le domaine d'intervention du notaire est plus étendu: c’est un généraliste du droit ayant une vision globale des problèmes juridiques. Il intervient dans l’ensemble du domaine juridique et fiscal ce qui le rend compétent pour sa fonction de conseil des clients.
Nommés par arrêté du ministre de la justice, publié au Journal officiel, ils peuvent exercer jusqu'à l'âge de 70 ans et recevoir l'honorariat, après 20 ans d'exercice, par décision du procureur général près leur cour d'appel.
Au 30 novembre 2019, il y a 14 827 notaires en France dont 51 % de femmes, ayant 47 ans en moyenne. Mi-2012, 56 000 personnes travaillent dans 5 900 études, soit 9,5 personnes en moyenne. Ils réalisent sept milliards d'euros de chiffre d'affaires : 49 % d'actes immobilier, 26 % d'actes de succession, 14 % d'actes de crédit, 7 % de conseil et 4 % de négociation immobilière. Ils rédigent quatre millions d'actes et voient transiter 600 milliards d'euros par an.

### Immobilier

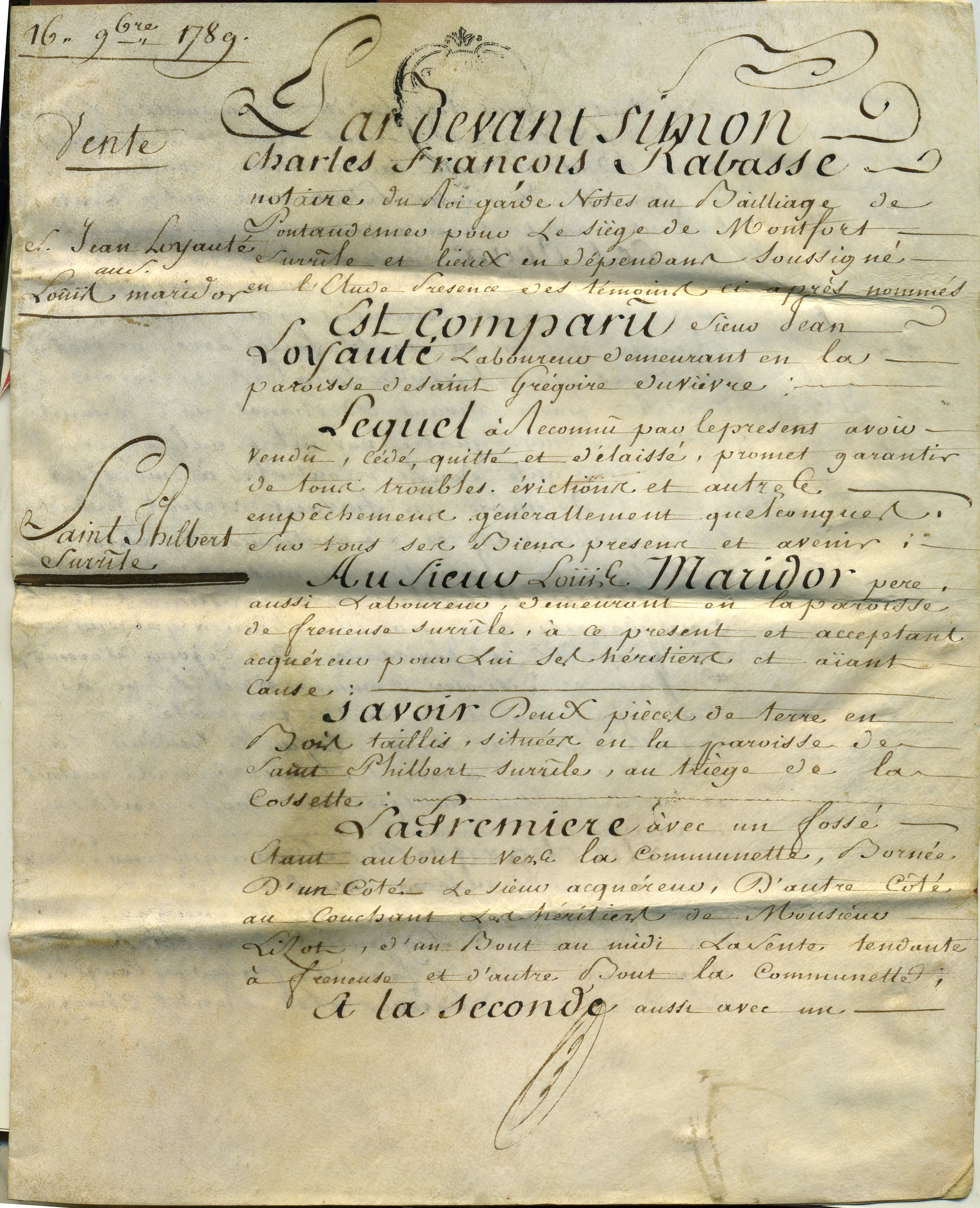
Acte notarié de vente de novembre 1789 à Saint-Philibert-sur-Risle, près de Pont-Audemer, Généralité de Rouen. À noter la mention de bailliage, lesquels seront supprimés moins d’un an plus tard par création des départements en 1790.

C'est la majorité de l’activité notariale : négociation de vente, signature d’avant-contrat, signature de la vente. L'État attend du notaire la rigueur de l’alimentation de son fichier immobilier et la perception des taxes y compris sur les plus-values des ventes immobilières. Le justiciable en attend la certitude de la propriété du bien par la recherche systématique de son origine de propriété ; qu’il soit le « guichet unique » dans ce domaine : le notaire sera l'interlocuteur quasi-unique dans le domaine de la vente ; que l'authenticité produise ses effets : force probante, force exécutoire et date certaine ; sécurité juridique.
Environ 85 % des frais d'acquisition improprement appelés « frais de notaire » sont des taxes prélevées à l'acquéreur au profit du Trésor public et environ 15 % reviennent au notaire,.

### Famille
C’est le domaine traditionnel de son activité : contrats de mariage, donations entre époux, donations-partage, testaments, successions. De ce fait, l'État lui impose certaines obligations, le justiciable a une attente particulière.
L'État attend du notaire l'enregistrement des pacs ; l'authenticité des actes qu'il reçoit ; leur sécurisation ; leur conservation pendant 75 ans (100 ans avant la loi du 15 juillet 2008). Le justiciable en attend un conseil éclairé ; la sécurité dans les conventions ; que l'authenticité produise ses effets : force probante, force exécutoire et date certaine ; qu'il soit un conseiller impartial sur les questions familiales et personnelles.

### Entreprise
C’est un domaine moins connu de son activité mais où le notaire a une réelle compétence[réf. nécessaire]. Grâce à sa vision globale du patrimoine du chef d’entreprise, il peut proposer des solutions juridiques et fiscales les plus adaptées[réf. nécessaire].
L'État attend du notaire la protection du principe d’insaisissabilité du domicile du chef d’entreprise et le contrôle de légalité de la société européenne. Le justiciable en attend que l’authenticité produise ses effets : force probante, force exécutoire et date certaine et la protection du principe d’insaisissabilité de son domicile.

### Ruralité
Grâce à l’implantation des notaires sur l’ensemble du territoire, il est le principal acteur juridique du monde rural. Il peut ainsi proposer des outils destinés à encourager l’exploitation agricole :
- Création d’un fonds agricole qui permet d’estimer la valeur de l’exploitation ainsi que de faciliter sa transmission ;
- Création d’un bail cessible passé en la forme authentique : la loi permet, sous certaines conditions, de passer un bail avec des personnes hors cadre familial ;
- Conclusion d’un « plan crédit transmission » en la forme authentique : sous certaines conditions, la loi permet de vendre à des conditions fiscales avantageuses l’exploitation agricole.

### Collectivités
Deux types de prestations (souvent cumulées) sont fournies par les notaires aux collectivités :
- Le conseil juridique, en droit de l'urbanisme, aménagement du territoire, droit de l’environnement, droit des collectivités territoriales, etc. Exemple : le fait d’expliciter le périmètre de la domanialité publique, ou encore le fait d’apporter la sécurité juridique dans les opérations de transferts de biens entre collectivités ;
- La rédaction de l’acte avec la responsabilité afférente. Pour le coût d’un acte, on a : le conseil, la couverture de la responsabilité, l’analyse juridique, à prix tarifé. En effet, dans le prolongement du conseil donné, l’acte notarié apporte notamment une sécurité juridique au maire.

## Rémunération
Les « frais de notaire » comprennent les droits et taxes payés au Trésor public, les débours, les émoluments, et les honoraires.
La rémunération du travail du notaire est composée exclusivement des émoluments et des honoraires :
- La première rémunération correspond aux actes dont la réalisation fait partie du monopole des notaires. Dans ce cas, le notaire applique un tarif national et obligatoire (appelé émoluments) déterminé par la réglementation de manière fixe ou proportionnelle en fonction du type de prestations (émoluments d'acte, de formalités, de négociation ou de transaction)[14],[15],[16].
- La seconde concerne l’activité pour laquelle le notaire n'agit pas en tant qu'officier public (conventions sous seings privés et consultations écrites et verbales). Dans ce cas, les honoraires sont libres et convenus d'un commun accord entre le notaire et le client[14],[15],[16].

## Formation
Classiquement, on distingue deux voies (dont une réformée d'accès à la profession de notaire) :
- La voie dite universitaire : l'étudiant titulaire d'un Master 1 en droit sollicite sur dossier, son admission au Master 2 carrières notariales. Ce diplôme se prépare en un an dans une faculté de droit. L'étudiant s'inscrit à la fois en faculté de droit et au centre de formation professionnelle de notaire (CFPN). Une fois ce Master obtenu, il effectue un stage de deux ans dans un office notarial tout en suivant en faculté de droit, de nombreux séminaires donnant lieu à des examens de contrôle organisés en quatre semestres. L'obtention du Diplôme supérieur de notariat (DSN)[17] est conditionnée par la soutenance d'un rapport de stage devant un jury présidé par un universitaire et comprenant au moins un notaire.
- La voie dite professionnelle : Ouvert aux titulaires d'un Master en droit, a remplacé à partir de 2013 le Diplôme d'Aptitude aux Fonctions de Notaire (DAFN) qui exigeait le seul Master I pour passer l'examen d'entrée. Les candidats sont présélectionnés sur dossier suivi d'un entretien individuel qui conditionnent leur accès au Centre régional (CFPN). Ils y suivent un module initial d'un mois à temps plein sur le statut professionnel et doivent réussir un examen national écrit de quatre heures et un oral pour être autorisés à débuter leur stage. Ils l'effectuent dans l'Office notarial de leur choix en qualité de Notaires stagiaires pendant trente mois découpés en cinq modules semestriels, dont chacun donne lieu à un écrit et à un exposé-discussion passés dans les mêmes conditions. Ils obtiennent leur diplôme (DN) par la soutenance d'un rapport de stage au plus tard dans l'année civile qui suit l'obtention du dernier[18].

Leurs titulaires prennent alors rang de Notaires assistants et de cadres s'ils ne le sont déjà.
À côté de ces deux voies, il faut distinguer une voie réservée au titulaire du diplôme de premier clerc de notaire, devenu le diplôme de l'institut des métiers du notariat lorsque les écoles de notariat ont été renommées instituts des métiers du notariat. Le décret du 23 août 1985 permet l'accès direct à une formation sans posséder les titres requis. Les premiers clercs de notaires bien que ne possédant pas le DEUG (diplôme d'enseignement universitaire général) ou les deux premières années de licence (L1, L2) sollicitent leur inscription en Licence (L3) ou en Master 1 (M1) en faculté de droit, selon l'université choisie. Ils sont admis sans examen de contrôle préalable des connaissances (sauf faculté de droit de Grenoble) en licence en droit. Après obtention de la maîtrise en droit, ils sont admis dans les CFPN (centres de formation professionnelle de notaires) sans examen d'entrée également. Ils préparent comme les étudiants de la voie professionnelle, le DAFN (diplôme aptitude aux fonctions de notaire) et effectuent un stage de deux ans chez un notaire. Ils doivent également obtenir le certificat de fin de stage.

## Instances

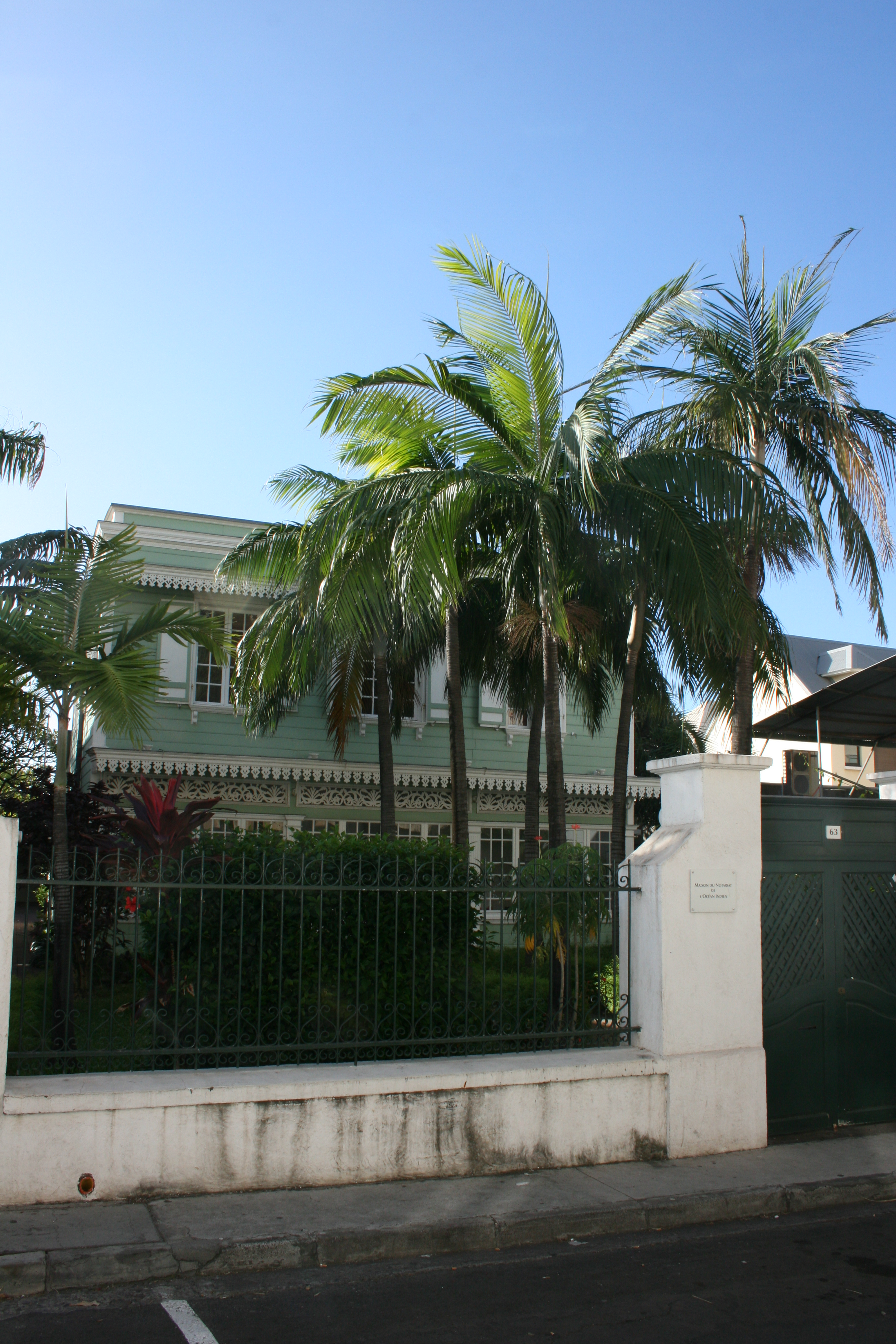
Le siège de la chambre des notaires de La Réunion, à Saint-Denis.

Chaque notaire est membre d’une compagnie départementale qui désigne en son sein plusieurs membres composant la Chambre, garante de la discipline et de la déontologie de la profession.
En marge des chambres de notaires, le notariat s’est doté de divers organismes professionnels de consultation juridique (Centre de recherches, d'information et de documentation notariales, ou CRIDON) et de formation (Institut notarial de Formation, ou INAFON), dont l’intervention est aujourd’hui fondamentale et permet de garantir l’exécution de leur mission.
Il existe également des Conseils régionaux des notaires et le Conseil supérieur du notariat dont le siège est à Paris. Cette dernière institution est accusée d'avoir été créée par le régime de Vichy pendant la Seconde Guerre mondiale pour participer à sa politique de spoliation des avoirs, notamment immobiliers, de Français et d'étrangers, principalement juifs.

## Accès à la profession - perspectives d'avenir
En 2002, le rapport d’information parlementaire sur les professions du droit préconisait une extension du domaine de compétence des notaires, « notamment en déjudiciarisant certaines procédures à leur profit (envoi en possession des successions, changements de régimes matrimoniaux, partages impliquant des mineurs) ».
Devant la levée de boucliers des avocats, une commission dite « Darrois », du nom de l'avocat dirigeant cette dernière, a été mise en place afin d'étudier l'intérêt de fusionner les professions de notaires et d'avocat. La conclusion a été qu'il n'était pas souhaitable ni réalisable de procéder à une telle fusion.
La Commission européenne souhaitait libéraliser leur domaine de compétence lors du projet de directive Bolkestein en 2005. Mais le parlement européen les a exclu de la directive services[réf. nécessaire]. De la même manière, le Sénat souhaite conserver ce statut.
Être notaire implique d'avoir été nommé à la fonction par un arrêté ministériel du Garde des Sceaux. Chaque notaire dispose du droit de présentation qui se définit comme la possibilité pour tout notaire de présenter un successeur à l'agrément du Ministre de la Justice afin qu'il soit nommé notaire pour lui succéder ou comme associé. La conséquence est que l'entrée d'un nouveau notaire dans un office existant nécessite non seulement que le postulant soit titulaire du diplôme de notaire, mais également d'avoir trouvé les termes d'un accord avec le ou les notaires en place pour succéder, s'associer ou devenir salarié.
La création, la fusion ou la suppression des offices notariaux ne sont pas libres, mais nécessitent également un arrêté du Garde des Sceaux.
Tous les ans, un concours est organisé par le Ministère de la Justice pour pourvoir à la nomination d'un notaire dans les offices créés (une dizaine environ par an, à comparer aux 9 500 notaires en exercice), selon les besoins recensés par une commission présidée par un magistrat du siège de l'ordre judiciaire et comprenant en outre le directeur des affaires civiles et du sceau au ministère de la justice ou son représentant, le directeur général de la concurrence, de la consommation et de la répression des fraudes au ministère chargé de l'économie et des finances ou son représentant, un magistrat de l'ordre judiciaire membre du parquet, le président du Conseil supérieur du notariat ou son représentant, deux notaires désignés par le Garde des Sceaux, ministre de la justice, après avis du Conseil supérieur du notariat, un clerc remplissant les conditions d'aptitude pour être nommé notaire désigné sur proposition de l'une des organisations syndicales des clercs de notaires les plus représentatives)[réf. nécessaire].
Enfin, l'exercice de l'activité de notaire en qualité de salarié d'un office existant est possible, toujours sur nomination par arrêté ministériel du Garde des Sceaux.
Qu’il soit salarié ou libéral, le notaire engage sa responsabilité de la même façon sur les actes qu’il signe.
Le droit de présentation d'un successeur, issu d'une loi du 28 avril 1816, ne s'applique pas en Alsace-Moselle. Dans cette région, en application du droit local en Alsace et en Moselle, les notaires sont nommés sur concours. En 2006, les huissiers d'Alsace-Moselle ont souhaité voir réintroduit un droit de présentation identique à celui de leurs confrères du reste du territoire. Une Commission s'est penchée sur la question mais aucun changement ne s'est ensuivi.
Dans le cadre d'un contentieux relatif à la nomination d'un notaire, le Conseil constitutionnel a décidé que « les notaires exercent une profession réglementée dans un cadre libéral ; s'ils participent à l'exercice de l'autorité publique et ont ainsi la qualité d'officier public nommé par le garde des sceaux, les notaires titulaires d'un office n'occupent pas des « dignités, places et emplois publics » au sens de l'article 6 de la Déclaration de 1789 ; que, par suite, le grief tiré de ce que le droit reconnu au notaire de présenter son successeur à l'agrément du garde des sceaux méconnaîtrait le principe d'égal accès aux dignités, places et emplois publics est inopérant ; considérant que la nomination d'un notaire ne constitue pas une commande publique ; que, dès lors, le grief tiré de la méconnaissance du principe d'égalité devant la commande publique est également inopérant ».

## Costume à Paris
Les notaires de Paris et des Hauts-de-Seine ont un costume qu’ils portent encore à l’heure actuelle dans un certain nombre de circonstances, et notamment lorsqu’ils prêtent serment au tribunal de grande instance et devant l'assemblée de la compagnie.
Ils portent un habit court avec boutons de plastron noirs, un gilet noir, nœud papillon blanc, rabat en dentelle blanche et gants noirs, une culotte, des bas noirs et des souliers à boucle. C’est le costume des députés du tiers état aux États généraux de 1789. Les hommes portent un bicorne à cocarde et plumes noires, et les  femmes un tricorne.

## Panonceau
Un panonceau, à l’effigie de la République française, doit être apposé sur les façades des études notariales de France. Il indique la présence d’un officier public auquel tout citoyen peut demander conseil. Apparu au XVe siècle, pendant la Guerre de Cent Ans, il prend alors la forme d'un bandeau d’étoffe brodé des armes royales. Il signale la présence de la maison d’un notaire afin que les actes qui y sont conservés soient protégés en cas d’émeute ou d’incendie.
Il devient ensuite une plaque de bois ou de métal, frappée des insignes du pouvoir politique : le lys royal (sous l'Ancien régime), l’aigle impériale (Premier et Second Empires) et enfin la Liberté, effigie de la République. À compter de 1848, confirmé par le décret du 25 septembre 1870, cette dernière est figurée par « une femme assise, la tête de face et radiée, tenant à droite un faisceau d'armes, et appuyée à gauche sur un gouvernail où se voit gravé le coq gaulois. Auprès d’elle une urne où on lit les lettres SU (suffrage universel). ». La description des motifs reprend celle du grand sceau de France.

## Réforme des professions réglementées

### Critiques
Les notaires font partie des professions réglementées, dont les privilèges corporatistes sont régulièrement remis en cause.
Chargée par le général de Gaulle de supprimer les obstacles à l’expansion économique, la commission Armand-Rueff avait purement et simplement préconisé en 1960 la disparition de la profession de notaire.
Depuis, les rapports publics et les ouvrages se suivent pour dénoncer régulièrement le même problème. Citons par exemple le Manifeste contre les notaires du collectif Non-Taire paru en 2011 et le livre de Gisèle Néron, Victimes de notaires, paru en 2000. Gisèle Néron a également fondé l'association SOS victimes de notaires qui défend bénévolement les droits des particuliers face aux malversations des notaires.
La Commission Attali, dont le rapporteur général adjoint est Emmanuel Macron, estime en 2007 que les notaires, comme d'autres professions protégées, doivent être réformées pour mettre fin à une rente de situation, améliorer la qualité du service et réaliser le partage du travail et des richesses nécessaires pour restaurer le sentiment de justice et contribuer à la croissance économique.

### Auditions publiques et proposition de réforme
Une commission parlementaire d'information sur les professions juridiques réglementées a été mise en place le 17 septembre 2014. Sa présidence en a été confiée à la députée Cécile Untermaier. Christiane Taubira a été auditionnée le 7 octobre 2014 par la commission.
Dans son arrêt rendu le 24 mai 2011, la Cour de Justice de l'Union européenne affirme que la fonction exercée par le notaire relève du champ de la libre concurrence, ce qui implique la suppression du statut du notariat.
Certes, la Cour rappelle qu'en vertu des traités, les États membres peuvent restreindre les conditions d’exercice d’une activité économique sur leur territoire : « Cependant, le fait que les activités notariales poursuivent des objectifs d’intérêt général, qui visent notamment à garantir la légalité et la sécurité juridique des actes conclus entre particuliers, constitue une raison impérieuse d’intérêt général qui permet de justifier d'éventuelles restrictions à l’article 43 CE découlant des spécificités propres à l’activité notariale, telles que l'encadrement dont les notaires font l’objet au travers des procédures de recrutement qui leur sont appliquées, la limitation de leur nombre et de leurs compétences territoriales ou encore leur régime de rémunération, d’indépendance, d’incompatibilités et d’inamovibilité, pour autant que ces restrictions permettent d’atteindre lesdits objectifs et sont nécessaires à cette fin. » Mais en ce qui concerne les notaires, la Cour juge que « l'activité d’authentification confiée aux notaires ne comporte donc pas, en tant que telle, une participation directe et spécifique à l’exercice de l’autorité publique au sens de l’article 45, premier alinéa, (du Traité instituant la) CE » et que « les notaires exercent leur profession […] dans des conditions de concurrence, ce qui n'est pas caractéristique de l’exercice de l'autorité publique ».

### L'accès à la profession notariale
La réglementation de l’accès à la profession notariale a répondu à la préoccupation de l’État de garantir aux citoyens un maillage territorial généralisé et constant, non susceptible de fluctuer au simple gré des intérêts des notaires de s’installer plutôt en ville qu’en campagne, ou des plus entreprenants de racheter leurs concurrents, et enfin d'éviter qu’une installation pléthorique n’aboutisse en périodes de récession à des faillites laissant en friche des pans entiers du territoire après la fermeture des plus petits offices non viables, à l’image de ce qui se passe pour les petits commerces depuis longtemps, ou pour les agences immobilières en période de crise, et même désormais dans le secteur bancaire[réf. nécessaire].
Le Ministère de l'Économie et des Finances a rendu public le texte de son projet de loi relatif à la croissance et à l'activité le 21 octobre 2014. L'article 14 du projet de loi « modifie la loi du 25 ventôse an XI contenant organisation du notariat, et précise le nouveau mode de nomination des notaires. Il prévoit que les notaires sont titularisés dans le lieu de leur choix par le garde des sceaux, ministre de la justice, sous réserve de répondre à des conditions d’aptitude, d’honorabilité, d’expérience et d’assurance, sans préjudice du droit de présentation, conformément aux dispositions définies à l’article 17 ».
Selon Les Échos, «  L’archaïsme dans la transmission des études doit être modifiée, a estimé le ministre de l’Économie, qui s’est indigné que de jeunes notaires diplômés soient payés une à deux fois le Smic sans aucune perspective de devenir un jour notaire associé. Emmanuel Macron sait qu’il touche là un point sensible qui divise la profession entre les plus jeunes notaires, favorables à la libre installation, et les notaires déjà installés, peu enclins à partager les fruits de leur activité. Face à une profession habituellement très unie, le jeune ministre n’a pas manqué de souligner ce conflit générationnel ».
Interrogé par Jean-Jacques Bourdin le 7 novembre 2014 au cours d'une émission BFM TV/RMC, Emmanuel Macron, Ministre de l'Économie et des Finances, a déclaré (à 12 min 53 s de l'entretien) : « Est-ce que vous trouvez normal, au XXIe siècle, que vous puissiez avoir les diplômes, l'expérience et que, parce que vous n'avez pas un notaire qui a une charge et qui vous présente au Garde des Sceaux, vous ne puissiez jamais être notaire associé ? Ce n'est pas l'idée que je me fais de la République du XXIe siècle. »
Le Ministre précise dans une interview au magazine L'Obs du 10 novembre 2014 souhaiter « ouvrir la profession. Créer des offices notariaux, en créer des milliers » en simplifiant les règles d'ouverture.
La présentation en Conseil des Ministres du projet de loi le 10 décembre 2014 a retenu l'attention de la presse américaine.
L'autorité de la concurrence a rendu le 9 janvier 2015 un avis qui dénonce « le malthusianisme qui a prévalu jusqu’à présent dans l’implantation de nouveaux offices qui conduit à un vieillissement important de la profession et à des barrières à l’entrée très importantes pour les jeunes diplômés ». Elle considère qu'« il apparaît que le statu quo n’est pas envisageable et qu’il n’est pas possible de laisser à la seule initiative des professions, le développement de l’offre »,.
Selon une étude réalisée par le groupe EY, à la demande du Conseil supérieur du notariat, si la loi Macron est appliquée en l'état, le chiffre d'affaires du notariat fondra de 10 % à 20 % en cinq ans, soit un manque à gagner compris entre 580 millions et 1,25 milliard. Les marges des offices baisseront de 14 % à 26 %, selon les scénarios tarifaires retenus. Et l'effet se propagera sur plusieurs années : à partir de 2017, la rentabilité continuera à reculer (de 2,3 % par an), du fait de la création soutenue de nouveaux offices (+ 850 entre 2016 et 2020). Les jeunes (qui sont les plus endettés) et les petits offices de province (qui sont les plus fragiles) en seront les premiers affectés. D'après les calculs effectués par EY, jusqu'à 2 000 postes seront supprimés chaque année d'ici à 2020. Soit, en fonction des scénarios, entre 5 400 et 9 400 destructions d'emplois de collaborateurs dans les cinq prochaines années,.

### La tarification réglementaire de l’activité notariale
L’existence d’un tarif imposé par l’État au notariat a pour but de permettre à tous un égal accès à des prestations équivalentes, avec un résultat uniforme en matière de sécurité juridique et de garanties de responsabilité professionnelle, à un prix identique, public et donc prévisible, adapté à l’importance de l’opération économique en cause plutôt qu’à la réalité du temps de travail requis ou du degré de complexité. Ce tarif évite que le coût de la prestation puisse dépendre de la notoriété de l’office notarial, de la fortune du client, de sa capacité à apporter d’autres affaires, de la complexité et donc du temps nécessaire à passer sur le dossier qui pourrait conduire à rendre inadapté le coût d’une opération économiquement modeste mais juridiquement complexe. Le tarif imposé permet ainsi que le coût de tout acte soit supportable par ceux qui ne sont concernés que par des opérations modestes, et compensé par celui imposé à ceux qui réalisent les opérations les plus importantes.